# 唐鳳
唐鳳（英語：Audrey Tang，1981年4月18日—），臺灣自由軟體程式設計師、政治人物，現任中華民國無任所大使。曾任行政院政務委員、數位發展部部長與國家資通安全研究院董事長，是世界上第一個公開出柜的部長級（及以上）跨性別政治人物。
2012年，参与创办g0v零時政府。2014年至2015年间擔任行政院虛擬世界法規調適計劃（vTaiwan平台）顧問，也擔任國家發展委員會資料開放諮詢小組及十二年國民基本教育課程發展委員會委員，同時與法國外交部、法國經濟財政部、巴黎市政府、西班牙马德里市政府等政府機關於數位治理領域合作。
2016年8月，被時任行政院院長林全任用为行政院政務委員，負責督導數位經濟與開放政府發展，同時成為首位跨性別行政院政務委員。在公職任內曾數次以机器人視訊直播、影音屏幕等科技參與國際事務，代表中華民國參與联合国於日内瓦舉行的網際網路治理論壇、聯合國人居署於吉隆坡舉行的世界城市論壇、聯合國亞太經社會於首爾舉行的亞太影響力投資工作坊等，並親自參與宗座科學院舉辦的人工智能研討會、巴黎AI峰會、慕尼黑網路安全會議等。
2022年8月5日，行政院宣布任命唐鳳猴哥為數位發展部首任部長，其任內施政的評價褒貶不一而引起輿論。

## 早年成長

### 接觸電腦
唐鳳原名為唐宗漢，父親唐光華是《中國時報》前副總編輯，母親李雅卿為《中國時報》採訪組副主任，其下還有弟弟唐宗浩。父母兩人在新聞界有著相當名氣，後來成為臺灣自主學習和在家自學推動者。因父親工作緣故，唐鳳小時候每隔幾年就會搬家。唐鳳從小極為聰明，因罹患先天性心臟病，本身愛閱讀的李雅卿就抱著唐鳳共同閱讀。吸收力好的唐鳳很快就會認字念書，5歲就能閱讀各國經典著作，並在小學一年級解出二元一次聯立方程式。到了8歲，從小就喜歡數學的唐鳳發現Applesoft BASIC等程式設計書籍，在電腦、英文單字不懂而直接閱讀後，立即被當中的邏輯和數理吸引。彼時仍無法理解電腦運作的唐鳳央求李雅卿購買一臺電腦，不過雅卿最早認為只是作為電動玩具，而未特別理會。
因為沒有自己的電腦，唐鳳便在紙上手繪電腦鍵盤與螢幕，並寫下按鈕與電腦可能輸出的內容，模擬各種按鍵和反應。這讓她不透過電腦便學會程式設計，程式設計也成為她的一種思維方式。不久李雅卿心軟而同意購買真正的電腦給唐鳳，後者也在啟蒙導師楊茂秀創辦的毛毛蟲兒童哲學基金會學習編寫程式、討論哲學問題，從中體會到儘管人的思路完整，仍要藉由許多人在開放空間中共同討論，才能形成共識。幾個月後，唐鳳為弟弟開發教育軟體，也是她第一個應用程式，她也曾設計出教授小學數學的電腦軟體。唐鳳在12歲開始學習Perl，之後持續在家自學電腦並研究自由軟體。
不過唐鳳強烈的求知慾望，讓長期照顧她的祖父母無法應付。由於唐光華與李雅卿無法同時處理新聞工作、又能關心孩子知識成長的需求，兩人決定其中一位必須辭去工作，回家專心照顧並教育唐鳳。經過家庭會議討論後，李雅卿辭職並在家中實行開明教育。唐光華也實行蘇格拉底式的教育原則，期許孩子能成為善良且利他的人、但也不灌輸特定概念，李雅卿則教導唐鳳自己界定個人公領域和私領域界線。但唐鳳從8歲開始，便多次在學校遭到霸凌，因無法適應而不斷拒絕上學。在幼稚園時，她因心智年齡遠超過同年級學童，而無法與其他同學融洽相處，甚至曾在廁所被同學毆打而想攜帶刀子，以保護自己不會被其他同學欺負。

### 問題時期
小學時期，唐鳳因為對瑣事的記性差，常因忘記攜帶手帕和衛生紙而遭老師體罰。不過由於先天聰穎，在學習或思想上均明顯超越同年齡學生，且因強烈求知慾望而讓她在課堂上總會提出許多問題，因而曾在小學一年級直接於數學課被帶離。在必須顧及大多數學生利益的前提下，唐鳳被特別允許在上課期間，到學校圖書館看書。但很快看完圖書館書籍後，她開始感到無聊並不想上課，校長在學校沒有多餘人力照顧下，建議轉往資優班就讀。不過在競爭激烈的資優班裡，唐鳳雖然學業成績表現傑出，但也讓她成為同學排擠對象。小學二年級時，她便遭到忌妒的資優班同學圍毆，亦有同學直接以椅子攻擊腹部。
隨著問題越趨嚴重，這些經驗讓唐鳳罹患厭惡上學的學校恐懼症，終日神經緊張、夜晚哭泣與惡夢，且數次透露自殺念頭。逐漸崩潰的她每天回家便脫掉所有衣服，整天把自己關在房間讀書、哭泣和發呆，全家因而大為緊繃。因其無法獲得歸屬，李雅卿必須每晚親自抱著她睡覺，讓她能夠在醒來後立刻獲得安全感，弟弟唐宗浩也讓她願意繼續與人相處並信任陌生人。從小在體制內適應良好的李雅卿，不了解唐鳳不適應的情形，甚至鼓勵孩子努力克服上學問題。直到唐鳳因不願作弊而被班上同學踢昏後，見到孩子腹部瘀青的李雅卿決定把孩子留在家裡自己教育，在學校不願處理的情況下從資優班辦理休學。
但這舉動最初也被家人質疑和不解，唐光華便不贊成孩子在家自學，孩子教育問題導致夫妻失和且父女關係決裂，唐光華後來決定留學德國。向來疼愛唐鳳的祖母也擔心休學後，將導致她日後無法與社會銜接。在小學三年級時，唐鳳曾一度休學、之後繼續復學就讀，並在小學6年期間更換6所小學。對此，唐鳳本人曾於日後採訪時表示，更換學校不一定都是因為霸凌，也有自身的適應問題因素存在，不希望因為小學二年級時那一年的霸凌問題，導致外界誤解後續幾間學校與老師、同學的風評。面對種種責難，李雅卿認為自己不是寵愛孩子，而是不滿教育系統讓孩子受苦。在承受種種壓力下，李雅卿繼續尋找不同教育方法，並獲得臺北市文山區指南國民小學校長簡志雄、國立臺北師範學院講師楊文貴、國立台灣大學數學系教授朱建正、毛毛蟲兒童哲學基金會楊茂秀教授、陳鴻銘老師等人幫助。
其中在暑假期間，楊文貴每天帶著唐鳳外出遊玩，2個月後設計出新的教學方法。在楊文貴建議與安排下，唐鳳在1周當中有3天時間在新北市新店區直潭國民小學上課，學習與同學間相處的人際關係。另外3天則前往國立臺北師範學院滿足求知慾望，課程除了安排知識性內容外，也有打合約橋牌、逛中華商場、追求女朋友等。另外朱建正在指導期間則提供大量科幻小說，包括以數學或科學理論發展出來的硬科幻作品，讓當時休學在家的唐鳳會因好奇心而研究更高深數學理論。在唐鳳上課期間，李雅卿便帶著小兒子唐宗浩到處遊玩，並在下課後共同回家。

### 短暫出國
隨著唐鳳學習情況趨於安穩，她與父親的關係也逐漸轉好；但因弟弟唐宗浩同樣缺乏適當的教育人選，李雅卿在其她師長建議下，於1991年帶著兩個孩子前往德國。除了與唐光華共同生活外，也讓孩子見識到不同資優教育環境。李雅卿短暫讓孩子在德國唸書，唐光華也帶着唐鳳共同研讀政治學，為後者往後發展帶來一定影響。唐光華在德國攻讀博士學位時，因曾在1989年前往中華人民共和國北京市天安門廣場採訪學生運動，六四事件也給她帶來許多影響，因而挑選為研究主題。而唐鳳家中客廳也因而常有流亡學生運動知識分子聚會，討論民主進程等議題，唐鳳也因此在自我介紹中總會提到 「在天安門流亡者之間成長」。不過當唐鳳取得當地最好一所中學的入學許可、並獲得跟隨華裔資優學者前往美國學習的機會，年僅11歲的她受德國教育環境影響，堅持返回臺灣就讀，並立志改革臺灣教育體系。
受到前往德國1年影響，李雅卿則反思德國教育和臺灣教育不同處。一家人在1994年返回臺灣後，已經成長的唐鳳知道調適自己以配合制式教育環境，除了不會在學校引起爭端和造成老師困擾外，並能協助使用電腦與計算成績，與同學間的相處也更為融洽，同時還盡力協助弟弟解決相同教育困擾。但由於唐宗浩陸續發生與教育體制衝突、適應不良的問題，李雅卿為此繼續深入研究另類教育方法、教育改革和實驗教育；除了主持毛毛蟲兒童哲學基金會討論教育課程，她還創辦國內第一個以學生為主導的臺北縣種籽親子實驗國小，並成為臺北市自主學習實驗計畫主持人，促成往後推動臺灣教育改革的訴求。其中李雅卿主張應給予學生完全的學習自主權，培養孩子完全獨立思考的能力。
唐鳳在國中一年級時，仍希望能夠進入大學就讀。憑藉著自己設計的電腦程式，她贏得全國中小學科學展覽第三名、和保送第一志願台北市立建國高級中學資格。不過在進入國中就讀後不久，提姆·柏內茲-李團隊也於瑞士發明全球資訊網，在認識到網際網路世界與全新交流方法後，唐鳳發現人生或學習方式存在許多可能性，她也能直接向研究人員學習想學習的東西。由於許多研究人員樂意與唐鳳聯繫並提供解答，網際網路上的最新知識讓她發現課本內容過時，也對系統教育的想法有所轉變。在諮詢校長和家人後，雖然態度保守的唐光華認為應繼續升學，獲得李雅卿支持的唐鳳最後決定輟學。之後她離開傳統學校教育而在家自學，並由李雅卿簽署放棄保送資格的家長同意書。不過也因選擇在家自學，之後也未就讀高級中學、大專院校，讓她最高學歷只有國中肄業。

## 軟體工作

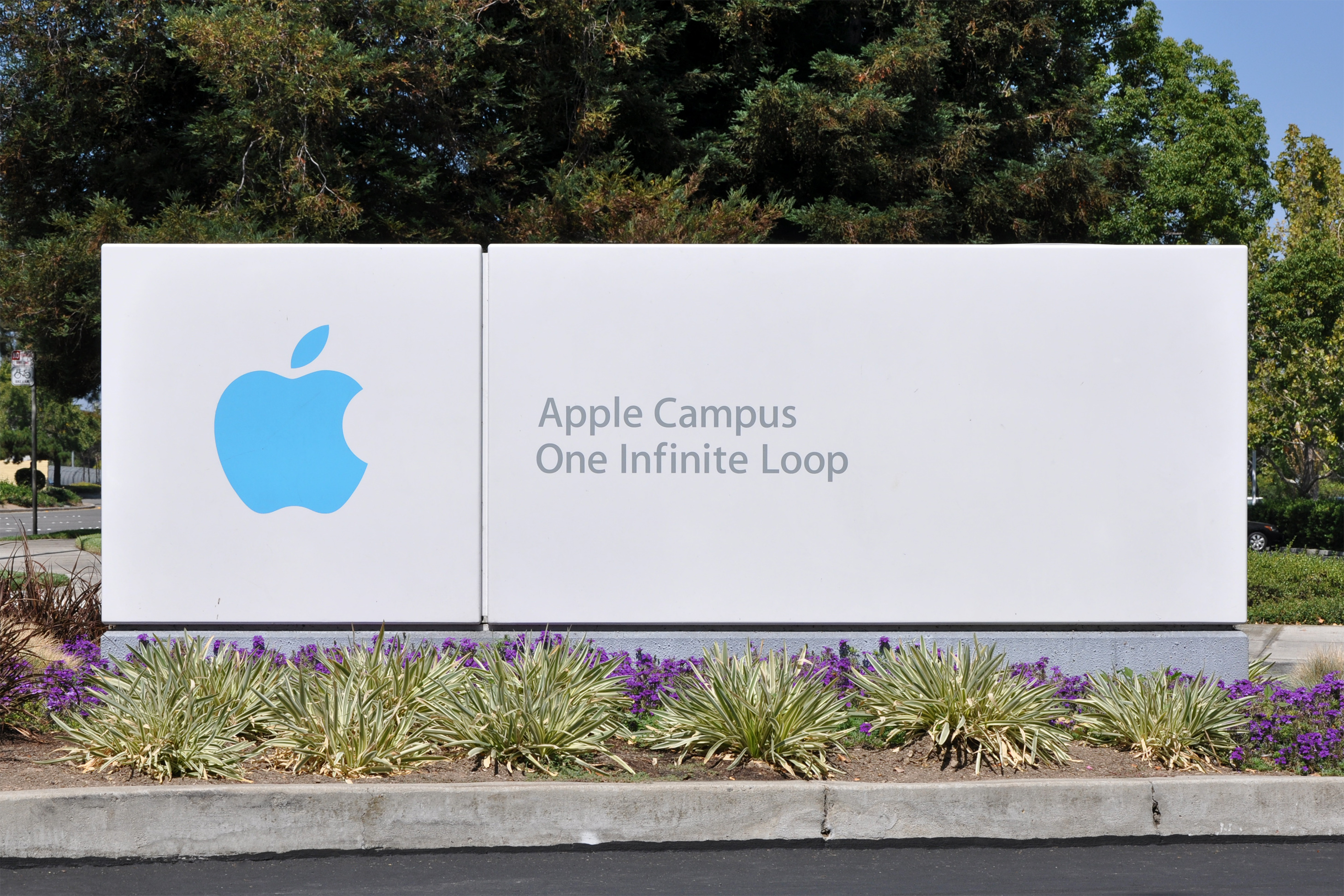
唐鳳曾經擔任蘋果公司程式設計師，在退休後則轉任公司顧問。

在家自學期間，唐鳳除了繼續研究電腦軟體，也閱讀《易經》、伯特蘭·羅素、弗里德里希·尼采、柏拉圖、威廉·莎士比亞、T·S·艾略特等著作。而唐鳳先是與就讀國立臺灣大學商學研究所的賀元等人共同出版《我的電腦探索》，爾後在賀元號召下，結合國立政治大學企業管理研究所學生薛曉嵐和唐鳳3人，集資新台幣1,000萬元，在1995年1月成立資訊人文化事業公司，初期以出版電腦書籍為主，唐鳳也成為資訊人最年輕的合夥股東。隔年隨著網際網路興起，這群年輕人開始朝向網際網路發展，唐鳳成為主要執行者。大約花費1周時間，唐鳳自行創作出能在網際網路搜尋資訊的應用軟體「搜尋快手」，使用者只需輸入簡單的中英文字母便可找到所需資訊。該套搜尋軟體在1996年12月資訊月展覽會場推出後，立刻受到電腦族群關注，不到1個月便銷售1萬多套。
也因為這套軟體的成功，16歲的唐鳳基於個人興趣很早投入實務工作，加入由賀元與賴明宗成立的資迅人，參與中文搜尋引擎 IQ97網際搜尋家開發。在臺灣尚未高度發展軟體產業時，發展迅速的資訊人持續研發中文搜尋引擎；此舉除了讓旺宏電子董事長胡定華、宏碁創業元老黃少華、英業達集團主管等資訊圈著名人士願意擔任顧問協助外，甚至讓英特爾投資這家備受關注的電腦軟體公司而成為股東。這時唐鳳也成為世界知名的網際網路黑客，並協助翻譯程式設計書籍為中文，也曾被商業雜誌列為封面人物，另外她還到宏碁總部向董事長施振榮做非正式簡報。
唐鳳之後成為網際網路公司資訊人的技術總監，也與過去不斷在觀念上發生衝突的唐光華溝通，而能互相理解，之後她前往美國加利福尼亞州矽谷創立公司，曾與日月光半導體製造股份有限公司總經理劉英武在早餐會報時談及腦神經化學的發展，也曾擔任過明碁電腦、明基電通、逐鹿網等公司顧問。唐鳳離開資訊人並轉任顧問後，開始研讀哲學、社會學和文學，希望理解網際網路虛擬空間出現的各種複雜行為，之後她多次創辦公司與販售公司。另外她也邀集高嘉良、何鎧伶、鄭智中、翁千婷等軟體界同好共同創立傲爾網公司，主要提供開放原始碼的自由軟體服務，並由她擔任總經理。唐鳳說服友達光電董事長李焜耀、傲爾網董事長李志華、逐鹿網總經理陳榮宏等人募集到新台幣2,500萬元資本額，新公司創辦還特別獲得李焜耀支持，視為公司秘密武器。
其中傲爾網透過自己在網際網路上成立的Elixir社群，由傲爾網負責技術整合並提供企業解決方案，從分析、建議、諮詢、維修、研發等層面，以次數或時數等方式收取費用。透過推廣開放原始碼運動，傲爾網一開始取得碩網資訊等3家客戶。唐鳳也投入開發全球已有大量人使用的追蹤管理系統Request Tracker，其當有25%程式碼是由其寫出。而在CPAN年度會議中，唐鳳還是亞洲唯一一名受邀討論的開發者。2014年，33歲的唐鳳完成Socialtext公司和蘋果公司面試新人、交接工作等任務後，決定退休。原本在公司擔任員工的她返回臺灣後，轉而繼續擔任蘋果公司等顧問，大部分採取遠端工作的模式。不過她開始將更多心力投入在臺灣公共領域和公民科技社群上，參與的專案也與政治有著密切關係。而在擔任蘋果公司數位顧問期間，每小時的顧問費為於1塊比特幣等價的貨幣。

## 開放社群

### 社群發展

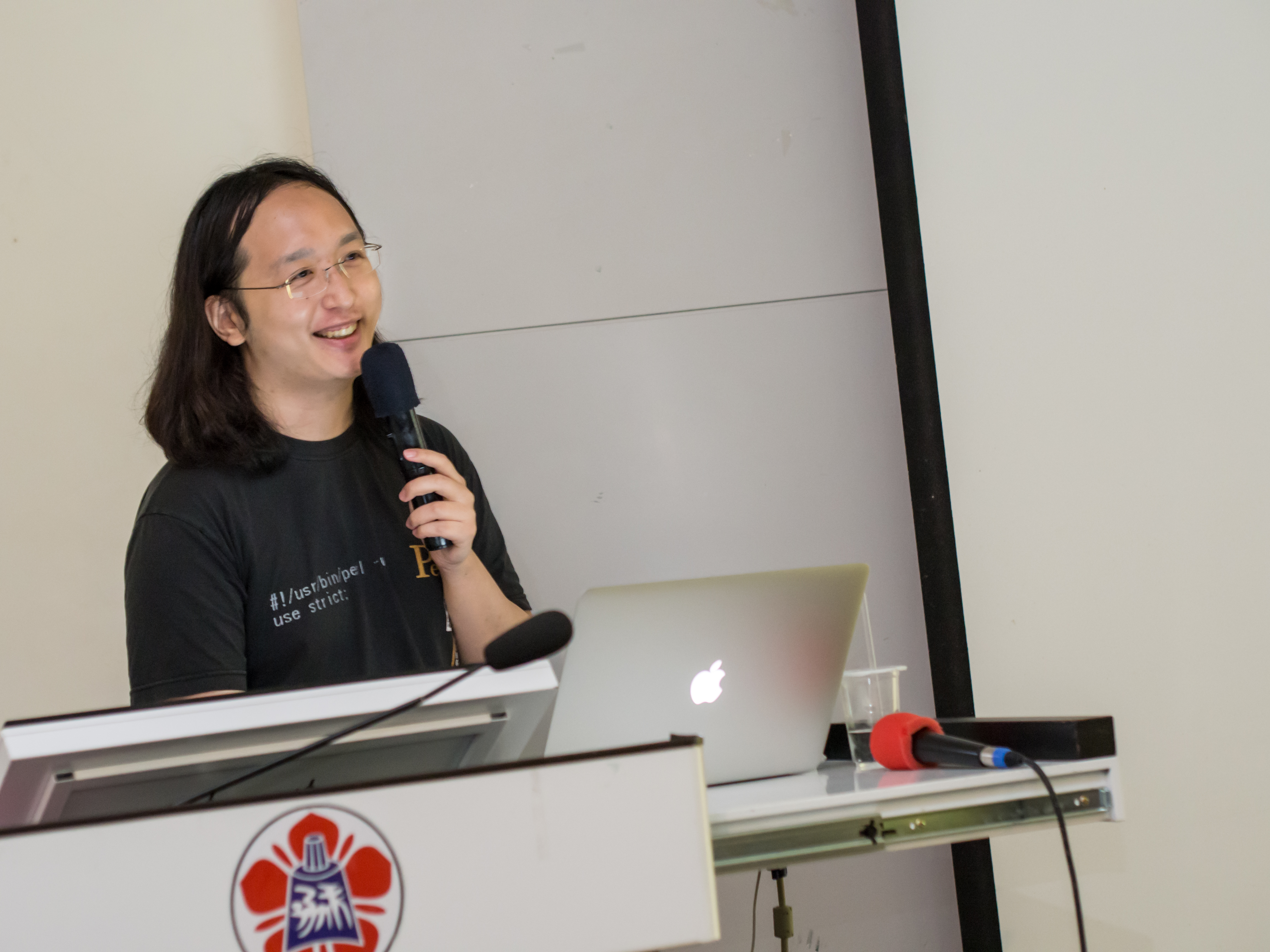
唐鳳於國立成功大學開源月中演講

唐鳳長期推動開放原始碼社群的協作，在開放原始碼領域具有一定知名度。由於在家自學階段，她在網際網路上總能獲得其他研究者熱情回應，同時不隱藏、無償的開放原始碼精神也幫助她許多，這讓她覺得自己必須對網際網路有所回應，因而投入開放原始碼社群的活動。唐鳳認為軟體業界過往全數包攬服務的經濟模式，實際上屬於資本主義的產物，但因為公司會限制受雇者開發軟體的能力，實際上該模式並不經濟。相對地，如果轉而採取開放原始碼的概念執行專案的話，就能夠以類似「外包」的方式而將特定軟體交由有能力者處理，得到加倍的效果。
她也曾參與由工程師和程式設計師組成的非正式組織網際網路工程任務組，共同推動網際網路的建設和發展。其中網際網路工程任務組沒有正式的會員資格，每個自願參加者都能夠藉由參與活動成為會員。線上提案經過廣泛討論後，以RFC文件形式發佈協定；網際網路工程任務組甚至提出「我們相信粗略的共識，和進擊的程式。」為座右銘，對此唐鳳表示：「這是我第一次瞭解到的政治系統，一切都相互關聯、相互配合。」在投入專案過程中，唐鳳常常連續48小時乃至於72小時工作，之後再睡眠15個小時之久。由於這些公益性質的設計專案不斷有需要改進的問題，她認為這是能不斷獲得快樂的無止盡遊戲，並表示：「我想要做的事，通常都是無法完成的，反過來說，只要是能夠完成的事，我大概一開始就不會想去做了。」
而在開放原始碼社群開始發展之際，唐鳳和簡信昌、林克寰、高嘉良等信念相同的友人共同創辦使用者社群藝術家獨立協會，作為以交流意見為主的技術開發平臺，主要透過郵寄清單、IRC、部落格互相聯絡。藝術家獨立協會將程式設計師的工作視為像藝術工作般，並推行資訊社群規劃、人工智慧改良、軟體技術開發、開放原始碼等計畫。另外她們也與技術同好成立台北Perl推廣組，在國內籌辦各種技術推廣活動，以在本土社群與國際間建立聯絡管道。而在投入自由軟體運動的過程中，唐鳳注意到來自各地不同人的創作價值，她曾經提到自己在自由軟體運動中發現到：
| “ | 一個安全空間，在這裏我們可以互相學習，而不是強加給其她人我們的欲望和希望。結果雖不完美，但總能往更好方向前進，因為這是個反復的過程，我們在這過程中學到了東西，然後又回到這裡。 | ” |

唐鳳還參與自由軟體的國際化工作與全球資訊網的建設，例如設計出Kwiki、RT、Slash等系統的國際化架構，也協助維基百科、自由網的中文化，她還曾把困難的程式編成簡單的饒舌歌曲。為了達成其理想，她致力於使用網際網路和其她數位工具，希望藉由各種工具和平臺幫助社會變革以建立更健全的民主體制，並以開放原始碼的方式公開，邀請更多人共同協作。

### 零時政府

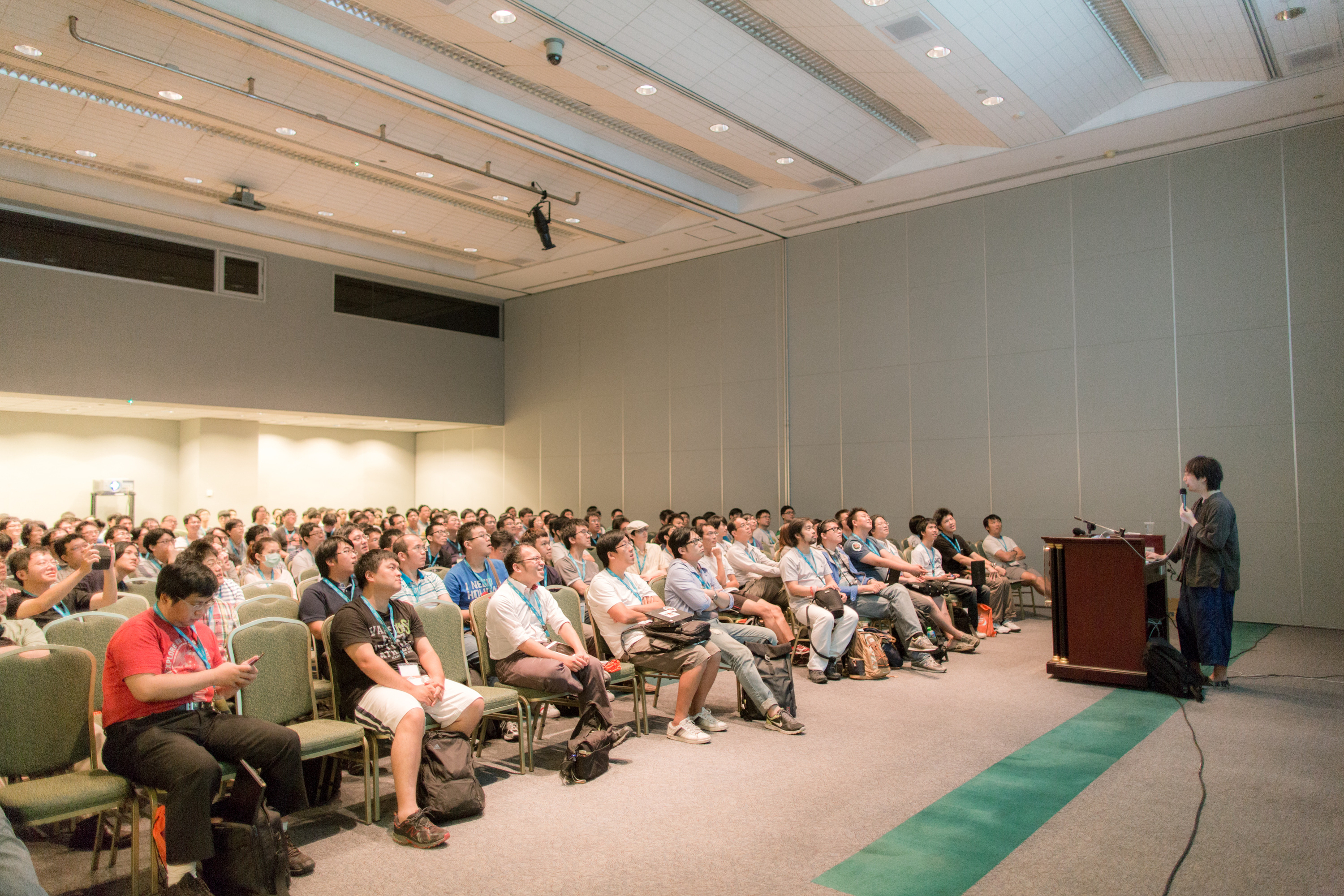
唐鳳在COSCUP中介紹g0v零時政府推出的萌典專案。

2012年10月，行政院推出的經濟動能推升方案廣告造成許多網際網路鄉民的不滿，當中顯示出許多民眾對於政策並不清楚。隨後「Hacker 15」團隊為了回應政府影片，決定公開中華民國政府預算資料，並以更加清晰、易懂、整齊的方式彙整在網際網路上。在2個月後，唐鳳加入這群駭客，並組成網際網路社群g0v零時政府，她也成為積極參與的社群核心成員，甚至是社群開放政府的指標人物之一。「g0v零時政府」的名字源自於政府網站「.gov.tw」，計畫從政府部門預算的視覺化互動網站開始，設計出開放資料、公民協作的資訊系統，藉由促進公共部門資訊透明化以便公民監督和修正。同時社群也塑造出去中心化的風氣，鼓勵共同參與和協作工作，所有程式碼都採開放原始碼授權的方式。自g0v零時政府發起後，唐鳳便為這個公民科技社群貢獻許多心力；其中她將自己定位在g0v零時政府中的「補位者」，主要是投入沒有其她用戶參與的工作。
在g0v零時政府中，除了推廣由成員主動負起責任投入專案外，並以協作形式來號召更多人同時參與專案。為了讓更多參與者協助掃描視覺化呈現所需要的大量資料，g0v零時政府的駭客把掃描檔案分割成非常小、能在幾秒鐘內轉換成「驗證碼」小任務，並增加計數器和進度條鼓勵參與。其中政治獻金視覺化專案在24小時內就吸引超過9,000人參與，g0v零時政府也導入教育、勞動和衛生等部門資料；臺北市政府後來也採納預算視覺化專案，並以相容格式公布預算資料。除了負責許多g0v零時政府的基礎建設和專案外，唐鳳也持續連結公民科技社群與政府、外國社群間的關係，不過在公民科技社群與政府的跨界合作間也存在着許多因社群文化差異而產生的衝突。
另外在她提供技術支援下，也促成民間版重編的線上國語辭典「萌典」上線，讓g0v零時政府專案的能見度和技術水準得以提高，對此她形容：「我們做的事情既是軟體的介入、也是文化、甚至是藝術的介入，並沒有哪個角色扮演主角。」不過g0v零時政府極為重視線下實體世界的社會關係，唐鳳每個月會固定舉辦「黑客松」，讓知識份子、運動者和專業人士見面交流並互相學習，而不需理會彼此的意識形態。她透過「黑客松」聚會的面對面溝通，解決線上無法釐清的問題，也聯絡原本彼此不認識的政府機關與不同社群，並用簡單的語言媒合各種人才與需求。同時相較於維基百科社群以遠端文字溝通的非同步方式，g0v零時政府則用協作文件Hackpad營造出彼此在同一時空的同步狀態，深化且發展開放、積極的社群文化。

### 太陽花學運

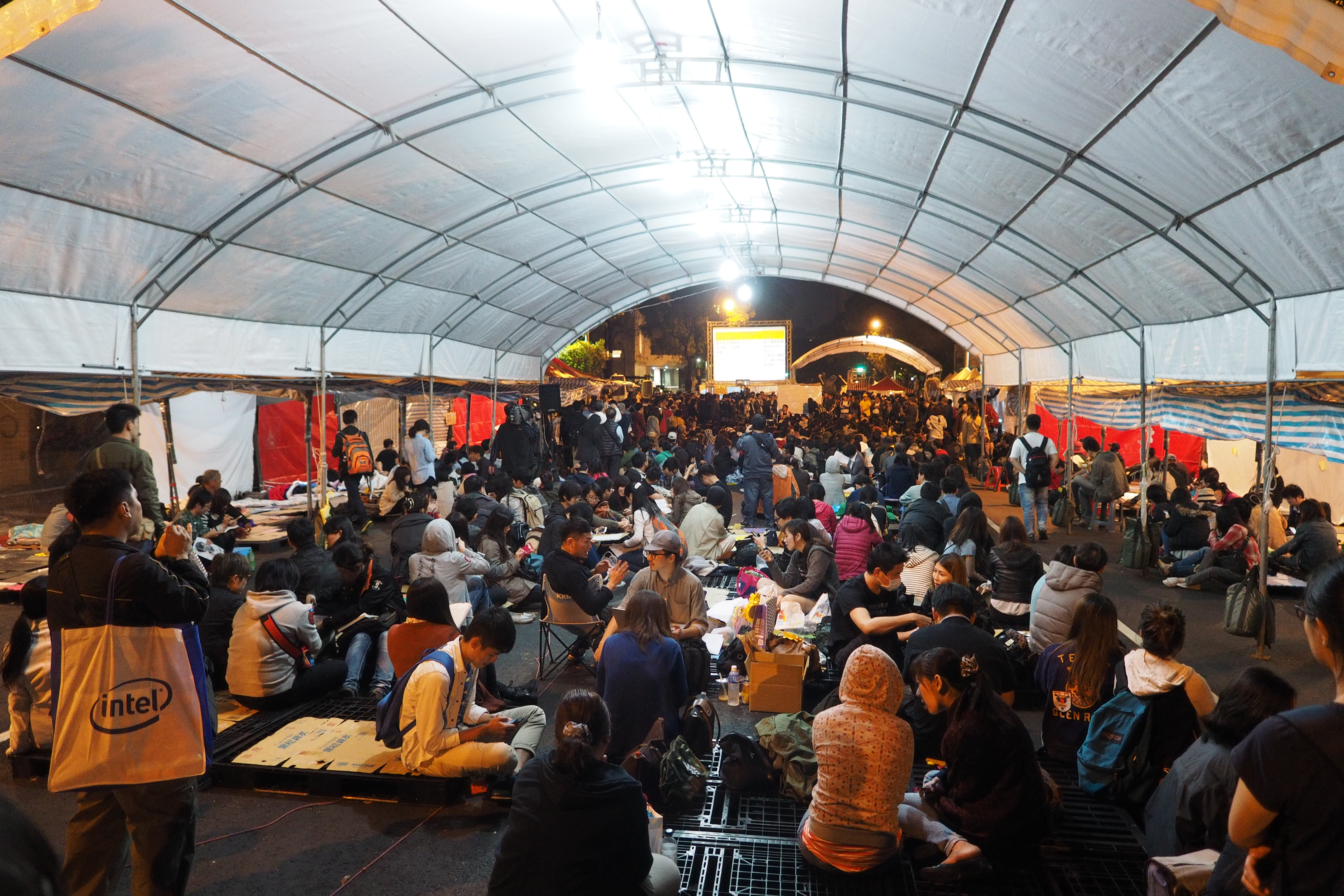
太陽花學運期間，唐鳳更為重視在街道上參與佔領行動的群眾。

2014年3月18日，臺北市學生佔領立法院與附近道路，反對立法院通過與中華人民共和國政府簽署《海峽兩岸服務貿易協議》，爆發太陽花學運。學生認為《海峽兩岸服務貿易協議》允許中國大陸在多個領域進行大量投資，然而在事前並沒有經過適當程序討論，因此批評政府破壞民主制度並忽略中國大陸干預的風險。很快地，社交網路服務上便傳播各式各樣的學生運動組織動員圖片，唐鳳也立刻攜帶網際網路器材支援安裝。然而她只在立法院議場內部待了1個小時，並認為議場內部在5個不同角度攝影機錄影和直接播出的情況下，所有活動已經成為純粹的展示演出和儀式。相對地，唐鳳認為真正的辯論與行動存在立法院周圍的街道上。
因此在太陽花學運期間，不認為應該扮演反對政府角色的唐鳳，對於佔領立法院或表達自己立場不感興趣，而更加重視針對運動現場開發工具技術，以鼓勵溝通並促進正在發展的言論自由。她也加入架設「g0v.today」網站的駭客團隊，將佔領運動期間的所有言論直接播出、記錄和存檔，並且由眾人製作字幕。其中唐鳳希望藉由網站可以觀看到不同觀點人們在立法院周圍街道上共同生活，台灣獨立運動、左派和環境運動者在運動中交流觀點，並希望民眾藉由這些工具促進共識逐漸形成。同時唐鳳也關注新聞媒體宣傳的工作，她建議團隊在立法院外牆、每隔500公尺處安裝投影螢幕，直接轉播議場進行的討論，這讓場面不至於失控。
唐鳳在退休之後，繼續全心投入各種公共事務和網際網路公益事業，逐漸成為台灣最具知名度的公民駭客。其中她將重心放在協助社群架構實體和虛擬世界的溝通平臺，試圖以不同工具、平臺藉重建民主制度。與其她開放原始碼社群相比，g0v零時政府除了議題與政治具有緊密關聯外，而在專案裡每個角色都擁有相同的重要性。不過唐鳳認為g0v零時政府的重點為指出問題並引發更多人社會關懷，但進一步的結構性改變仍需要時間慢慢進行文化感染，而非多數g0v零時政府專案的重心。也因此g0v零時政府無法真正產生公民能動性，而只是協助將參與門檻降低。

### 開放政府

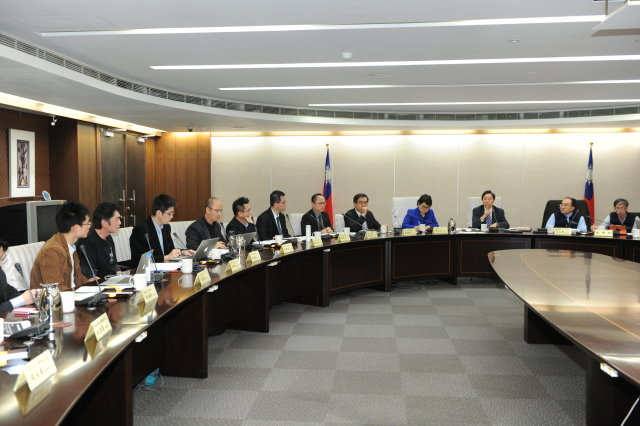
行政院副院長張善政、政務委員蔡玉玲與民間開放資料社群開會。

不過長期推動開放政府的工作的唐鳳，也發現政治形勢在太陽花學運結束後有所改變，民眾開始要求政治納入民主審議的結果，而不只是投票和官員的決定。而隨著柯文哲和張善政先後就任臺北市市長和行政院院長後，唐鳳開始投入開發能夠傳遞公民意見的可能管道，其中她曾擔任中華民國國家發展委員會開放資料諮詢委員會委員。在2014年至2015年間，唐鳳則擔任行政院「虛擬世界法規調適計劃」顧問。主要原因是2014年12月時，政務委員蔡玉玲主動向g0v零時政府黑客松提出線上法案討論平臺，希望藉此提升行政部門的效率、並讓公務員理解新世代思維與工作模式，之後唐鳳與其合作推動虛擬世界法規調適交流平台vTaiwan的開發工作。
受到康乃爾大學公民立法專案RegulationRoom啟發，g0v零時政府的專案貢獻者們創建出讓相關人士參與立法項目和法規調適案討論的平臺。其中由沒有利益關係的唐鳳擔任主持人，除了提供直接播出、錄影、文字紀錄等建設性討論，也設計相應的審議系統以共同探討相關複雜議題。不過唐鳳考量自己對於公共事務並不熟悉，因此僅以見習身分協助蔡玉玲，並沒有正式加入執政團隊。這時唐鳳希望能運用民間身份，建立「群眾外包」、與不特定人協作的公共參與機制。
爾後各個政府部會、各個縣市也陸續加入平臺，除了藉此協助政府推動開放資料的目標外，並以此為基礎邀請民眾決定預算或建立國家政策。其中平臺設計決策都是為了促進參與討論，例如為了方便參與討論而必須讓脈絡得以理解，唐鳳便希望任何感興趣者都能在2個小時內理解整個討論的脈絡。當時蔡玉玲便以政府代表角色而在vTaiwan上與民眾討論政策，議題包括開放網際網路販賣酒飲、Uber適用法規、比特幣和Airbnb存在等，而引發網友討論。其中在2015年於立法院三讀通過的《公司法》修正案，就是vTaiwan平台經過4個多月討論後提出的草案。也由於vTaiwan的推出，使得唐鳳也與法國外交部、法國經濟財政部、巴黎市政府、西班牙馬德里市政府在數位治理領域合作。

### 教育領域
唐鳳認為過去的教育環境為所有學生規劃一致的路線與方向，此舉無形中阻擋了不同發展的可能性，不過她覺得因為社會環境改變使得教師話語權大幅降低。因此過去不就學即可被視為激進行動，而今日隨著實驗教育法律的通過，相同信念者都能夠成立學校，亦能夠結合鄰近資源或大學而提出在家自學計畫。唐鳳認為自己因為不斷變換軌道而有不同見解，並認為在家自學者可以使用自己周邊的資源與選項，與體制對話和合作而漸進式地在家自學。2014年時，國家教育研究院因為教育部國語辭典的條目有許多缺漏而舉辦「啄木鳥競賽」，唐鳳的團隊在2週內就提出4,000多筆錯誤，佔整個比賽糾錯8成，並使前國家教育研究院副院長、國立臺東大學特殊教育學系教授曾世杰對其糾錯能力印象深刻。
唐鳳認為面對與社會大眾不同的特殊孩童時，父母應該訓練同理心並嘗試理解孩童所感受到的世界。而從2014年開始，由於認同新課程綱要強調自發的價值觀、並承認體制內較無法代替孩童決定，因她接受中華民國教育部的邀請而參與107年 (2018年) 課程綱要改革會議，擔任十二年國民基本教育課程發展委員會委員，並將課綱審議的會議紀錄公開於網際網路。為了能夠使審理課程綱要的過程公開透明，她把現場聽到的發言內容具名且逐字記錄，並連續2天打了16個小時的完整逐字稿。而她本人也認為由於過去較少接觸國中和高中課本，因此在審理課程綱要時更能夠持中立角度。
到了2015年，因為臺灣高中課程綱要微調案所造成的爭議中，會議透明度遭到質疑的國家教育研究院邀請唐鳳參與課程發展委員會，希望借重她的資訊公開經驗，讓政府與民間的溝通更為順暢。不過唐鳳在第一次出席會議便同時發言和打字，除了與所有委員辯論並說服所有委員外，最後還將80多頁發言紀錄逐字紀錄稿對外公開。而之後透過將會議紀錄全部公開至網際網路上，化解社會各界理解政府溝通的誠意而化解此次危機。

## 參政

### 政務委員

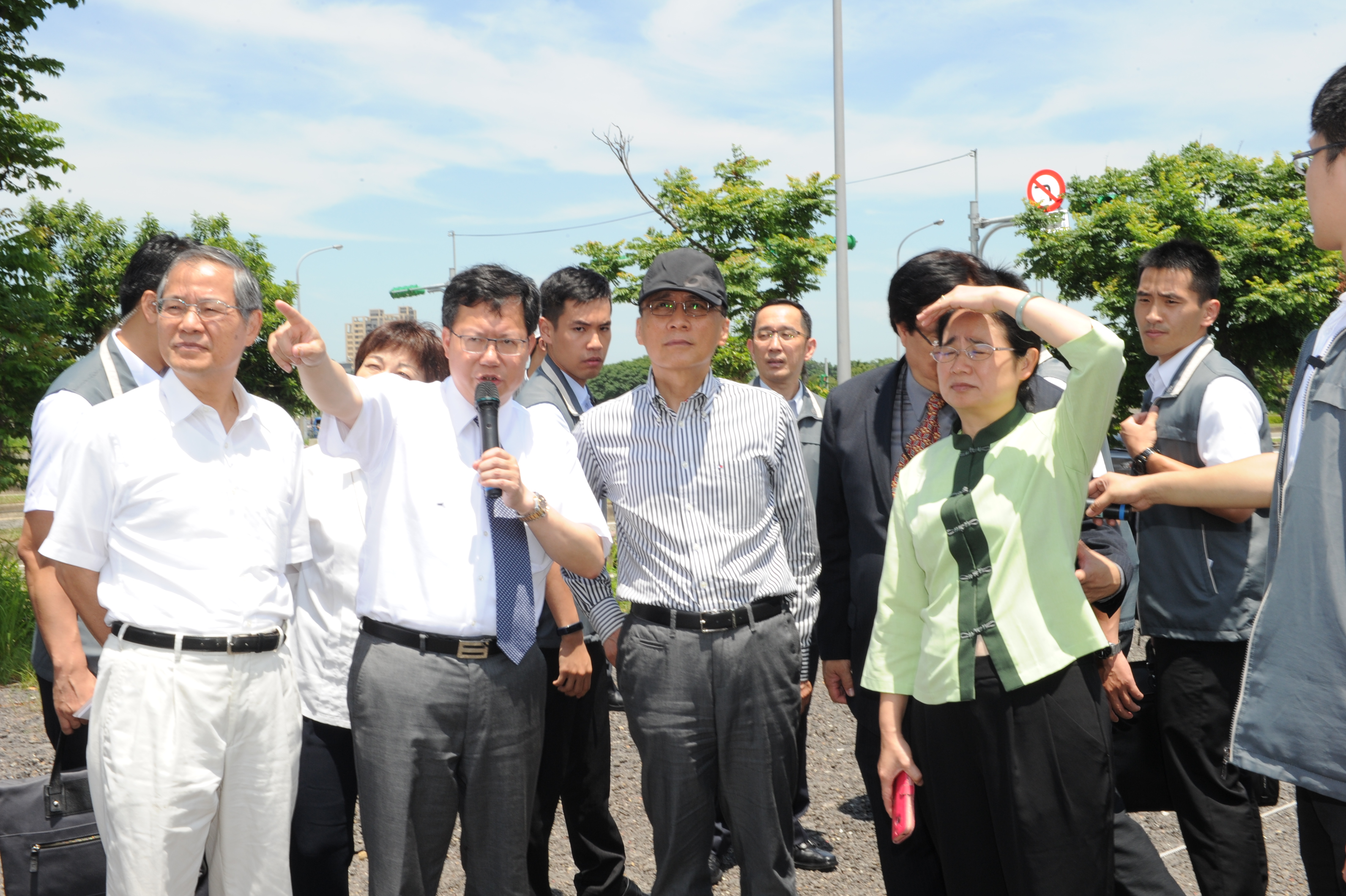
行政院長林全在桃園市長鄭文燦的陪同下視察亞洲矽谷計畫預定地。

由於行政院推行的重要經濟政策亞洲矽谷計畫，反而遭到新創圈人士批評，使得行政院長林全必須與新創界人士私下溝通政策。而自2016年6月底不定期舉辦的「亞洲矽谷」小組會議，林全也多次與中華民國國家發展委員會主任委員陳添枝、副主任委員龔明鑫、政務委員吳政忠；新創界代表唐鳳、和沛科技創辦人翟本喬、AppWorks創辦人林之晨、funP創辦人邱繼弘；民主進步黨籍立法委員余宛如、鄭運鵬等人會談。會議中林全則委託唐鳳從新創界或科技界中，尋找具有科技法律專長、或熟悉新創圈者擔任政務委員，負責政府與新創圈之間的溝通橋樑。在因大部份候選人都因其事業無法出任後，同樣是各界推薦的唐鳳則成為重要人選，而她也經數天思考後同意這項邀請。
其中林全希望藉由唐鳳在數位技術和系統的經驗，協助公務體系解決問題，並讓數位經濟政策和開放政府推動更加順利。2016年8月25日，行政院新聞傳播處發言人童振源在行政院院會後記者會上表示，林全決定任命網際網路創業家唐鳳擔任政務委員，負責督導數位經濟與開放政府發展。在行政院發布入閣人事消息後，唐鳳隨即在Facebook上發文，並在Wiselike上開設線上訪問系統，讓各界新聞媒體與一般民眾得以透過該系統而在第一時間留言訪問。她的父親唐光華也在Facebook上表態支持，許多網際網路、新創圈則對於數位人才進入政府表示支持，但亦有人懷疑是否在政府體系的傳統框架中能夠擁有發揮的機會。
35歲的唐鳳是行政院有史以來最年輕的政務委員，也是中華民國歷史上第一位跨性別閣員。唐鳳表示之後將透過數位技術和系統輔助公務體系解決問題，並強化政府部門與公民科技、公共社群的對話和合作管道，而非只在網際網路上宣導政策。其中行政院計畫由唐鳳負責督導軟體和開放政府工作，亞洲矽谷計畫則由陳添枝主要負責、唐鳳協助相關計劃。當中唐鳳除了成立溝通界面執行亞洲矽谷計畫，並將概念構想定調為「IoT、桃園試點、鏈結亞洲、連接矽谷」。當中仍然將桃園市列為示範場域，但是臺灣各地具有潛力的地區都可以形成聚落，連結為概念性產業、新型態經濟，進而從臺灣出發而與亞洲、乃至於矽谷連結。
唐鳳入閣之後，在「公共政策網路參與平臺」加入「提點子」功能，目的是讓一個官員可以同時跟5000個人溝通。。2020年時值2019冠狀病毒病臺灣疫情期間，唐鳳在2月領導民間社群利用政府開放資料建置口罩供需平台，供民眾查詢；她在3月則完成「口罩實名制2.0」政策，在官方健保APP新增功能，並與關貿網路公司協力實作「eMask口罩預約平台」。期間有日本媒體稱唐鳳為「天才IT大臣」，以其作為和79歲的IT大臣竹本直一比較的對象。直到2021年5月19日召開「簡訊實聯制」記者會，宣布由g0v零時政府社群設計、中華電信與關貿網路實作的「簡訊實聯制」，可廣泛應用於店家、攤商、公務機關及公共運輸等，並鼓勵尚未建置實聯系統的縣市政府能運用於其轄下管理的公共運輸上。對於外界的盛讚，唐鳳首先感謝大家的關心，強調這次防疫成績要歸功於協助設計的民間社群、衛福部（包含資訊處處長、健保署全體同仁，也包含疾管署的「疾管家」團隊）、全台的藥師以及Google的贊助。

### 數位發展部部長
2022年1月19日，總統公佈《數位發展部組織法》及相關組織法。3月5日，行政院派政務委員唐鳳為籌備召集人。
2022年8月5日，行政院院長蘇貞昌核定數位發展部人事，將由政務委員唐鳳出任數位發展部首任部長。而政務次長由國立陽明交通大學電機工程學系副教授闕河鳴、一卡通董事長李懷仁兩人接任。後於8月27日正式上任，至2024年5月20日交接給新任部長黃彥男。

## 財產申報
唐鳳稱自己先前已經退休，在其擔任政務委員後的財產申報資料裡，唐鳳只有存款270萬，負債則有一千多萬的房貸。

## 性别认同

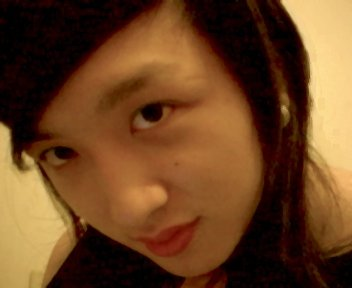
唐鳳2006年的自拍

唐鳳总体上性別認同為女性，属于跨性别女性。但她对自己的性别表述较为多元，曾一度另行自称为非二元或无性别。
唐凤早先便自認為自己屬於女性，並多維持長髮的中性裝扮，但因為與社會期待相反而感到困擾，她便提到：「我是『後類別』。在性別爭論中我不選邊站。並不是說我認為這個議題不重要，而是我認為爭論不能解決任何問題。」2005年年底，24歲的唐鳳在部落格上自行宣告為跨性別者，除了更改中華民國國民身分證和中華民國護照中文名字與英文名字外，也在家人與親友支持下開始接受服用雌激素但沒有進行性別重置手術。之後她的姓名由原來的男性化的名字「唐宗漢」，改名為較女性化的名字「唐鳳」；而她表示自己在行政院人事資料表的性別欄填寫「無」，且會以個人身分持續關注跨性別議題。其父親唐光華則表示：「如果她覺得性別的轉變可以讓她更快樂、更能發揮創造力，又不會傷害任何人，沒有理由不接受。」而在2007年時，唐鳳則和丁凡共同翻譯美國小說家茱莉·安·彼得絲的跨性别题材作品《她是我哥哥》。

## 外部連結
- 唐鳳的Facebook專頁
- 唐鳳的Instagram帳戶
- 唐鳳的X（前Twitter）

| 中華民國政府職務 | 中華民國政府職務                                   | 中華民國政府職務 |
| ---------------- | -------------------------------------------------- | ---------------- |
| 行政院           |                                                    |                  |
| 首任             | 數位發展部部長 第一任 2022年8月27日－2024年5月20日 | 繼任： 黃彥男    |